# Hypoxis urceolata
Hypoxis urceolata är en enhjärtbladig växtart som beskrevs av Gert Cornelius Nel. Hypoxis urceolata ingår i släktet Hypoxis och familjen Hypoxidaceae. Inga underarter finns listade i Catalogue of Life.